# 陈秉聪
陈秉聪（1921年10月10日—2008年9月1日），山东黄县人，中国农业机械设计制造专家、学者、教育家，中国工程院院士。

## 生平
1921年10月10日，陈秉聪出生于山东省黄县（今山东省龙口市）仲家集书香门第。
1936年，毕业于黄县县立初中。1937年，青岛礼贤中学高一肄业。1939年，毕业于陕西城固古路坝西北师范学院附属中学，同年毕考入西南联合大学，由于经济困难，转到西北工学院机械系。1943年夏，西北工学院机械系毕业获学士学位。1944年9月，在成都空軍機械學校高级班毕业，获空军机械工程师称号，分配到重庆空军第一大队担任机械长职务。
1945年7月，考取航空委员会提供的赴美留学资格，到美国陈留特空军机械学院研究生班学习飞机空中修理技术及喷气式发动机维护保养理论及设计，他在研究生班学习时，又到离学院不远的伊利诺州立大学研究生院进修。1947年7月，在美国空军机械学院高级班毕业，获航空工程师称号。1948年12月，在美国伊利诺州立大学航空与机械工程系获硕士学位，同年12月回到中国，在上海空军供应司令部承担国外飞机引进工作。
1949年6月，青岛解放后，受华东工矿部张协和部长的邀请，到济南筹建山东工学院。1954年，全国高校院系调整，参加筹建长春汽车拖拉机学院，随山东工学院自动车系来到长春。他与苏联莫斯科动力学院的专家巴尔斯基一起组建和创立了中国第一个拖拉机专业，陈秉聪任汽车拖拉机学院汽车系副主任兼拖拉机教研室主任。1955年起，先后任吉林工业大学副教授，教授，博士生导师，农业机械工程系主任，吉林工业大学副校长。
1969年，下放到吉林省乾安县农村插队落户，度过了3年的农村生活。1972年1月，下放两年后回校，在吉林工大建立起国内一流的土壤-拖拉机系统实验室，继续搞拖拉机水田行走机构的研究，一直到改革开放时期。1979年10月，平反。
1982年，参与创建了中国地面机器系统学会，并任首届理事长。
1998年，起任青岛大学教授，吉林大学农机研究院名誉院长。
2008年9月1日，因病医治无效在长春逝世，享年87岁。

## 学术活动
1978年，参加全国科学大会。
1979年赴美国考察机械工程高等教育情况，考察报告交第一机械工业部。
1979年至1981年，连续3次邀请6名日本学者来校讲学，取得了良好效果，为吉林工业大学打开了国际交往之门。
1980年，根据中国与美国农业部协议，赴美国考察土壤-农机系统力学科研情况，考察报告交农业部。
1981年，赴日本考察农业机械高等教育，考察报告交农业机械部。
1982年，受联合国工业发展组织（UNITO）派遣，赴瑞典、英国、原联邦德国、法国、南斯拉夫等5国考察土壤-农机系统力学，考察报告交UNITO。
1984年，赴美考察“科技情报专业”教育，为吉林工业大学创办“情报专业”制定教学计划提供依据。同年访美归来后，陈秉聪邀请在京的部分专家研究起草两份报告，组织全国各系统有关专家、学者同心协力解决有关近海石油地面机器系统的工作，及部队越野作战车辆所面临的实际问题。
1986年，赴朝鲜人民民主共和国考察。
1987年，赴西班牙巴塞罗那参加第九届国际地面-车辆系统学会（ISTVS）学术会议并宣读论文。
1988年，在北京主持国际地面车辆系统学会第一届亚太会议。
1990年，赴日本神户出席并参与主持国际地面车辆系统学会第十届国际会议，同年在北京出席国际农业机械化会议并担任大会副主席。
1992年，在长春主持召开国际地面车辆系统学会第三届亚太会议，分别于1992、1994、1996、1998年赴美国伊利诺大学学术访问、讲学并确立了双边合作关系。
1996年10月，在北京主持召开了第十二届地面—车辆系统国际会议。

## 学术贡献
1956年，陈秉聪从中国粮食生产实际出发，开始水田土壤与行走机构相互关系的研究。
1961年，陈秉聪在（比国外早两年）在“相似理论”中提出“畸变模型理论”是“相似理论”的观点，是他在力学领域的一个新发现，解决了在畸变条件下地面机械模型实验的理论和方法问题，已被广泛采用。

## 荣誉
1995年6月20日，当选为中国工程院院士。

## 家庭
父亲陈志藻是留日博士，曾任青岛市卫生局局长。